# Bouzais
Bouzais är en kommun i departementet Cher i regionen Centre-Val de Loire i de centrala delarna av Frankrike. Kommunen ligger  i kantonen Saint-Amand-Montrond som tillhör arrondissementet Saint-Amand-Montrond. År 2022 hade Bouzais 285 invånare.

## Befolkningsutveckling
Antalet invånare i kommunen Bouzais
Referens:INSEE